# Chilogrammetro
Il chilogrammetro (simbolo kgm) è un'unità di misura tecnica dell'energia. Un chilogrammetro è pari ad un chilogrammo forza per un metro. È dunque pari a circa 9,81 N⋅m. Il chilogrammetro equivale quindi al lavoro necessario per sollevare di un metro un corpo con massa di un chilogrammo sottoposto all'accelerazione di gravità terrestre.
L'accelerazione di gravità al suolo è, in media, circa 9,81 m/s2. Dunque 1 kgf è pari al prodotto tra l'accelerazione di gravità, al suolo, e 1 kg di massa, ovvero approssimativamente 10 N. Quindi un chilogrammetro espresso in joule vale:
1 kg × 9,81 m/s² × 1 m = 1 kgf × 1 m ≈ 10 N·m = 10 J

## Coppia motrice
A volte, nei listini delle automobili, la coppia motrice viene espressa con le unità di misura dei chilogrammetri; tuttavia bisogna sottolineare che, mentre la coppia è uno pseudovettore, il lavoro è uno scalare. Per questo motivo, nel Sistema Internazionale si preferisce, pur nell'identità tra tali unità di misura, indicare la coppia motrice esplicitamente in newton per metro anziché in joule.

## Uso in oplologia
In oplologia (lo studio delle armi), il chilogrammetro è una delle unità di misura usate per indicare l'energia cinetica fornita dalle cartucce, cioè l'energia da loro data ai relativi proiettili.